# Bessunger Straße 66 (Darmstadt)
Das Haus Bessunger Straße 66 ist ein Bauwerk in Darmstadt-Bessungen.

## Geschichte und Beschreibung
Das dreigeschossige Wohn- und Geschäftshaus wurde in den Jahren 1901–1902 nach Plänen des Architekten K. Assmuth erbaut.
Stilistisch gehört das Gebäude zum neugotischen Stil.
Das Eckhaus steht an exponierter, straßenraumprägender Stelle.
Über einer abgeschrägten Eckachse setzt im ersten Obergeschoss ein das Eckgebäude dominierender polygonaler Eckerker an.
An der Fassade befinden sich qualitätvolle Steinmetzarbeiten in Sandstein.
Der Massivbau besitzt ein Biberschwanz gedecktes Mansarddach.

## Denkmalschutz
Aus architektonischen, baukünstlerischen und stadtgeschichtlichen Gründen steht das Bauwerk unter Denkmalschutz.